# Partido de Lobería
Partido de Lobería är en kommun i Argentina.   Den ligger i provinsen Buenos Aires, i den sydöstra delen av landet, 400 km söder om huvudstaden Buenos Aires. Antalet invånare är 17 008.
Trakten runt Partido de Lobería består till största delen av jordbruksmark. Runt Partido de Lobería är det mycket glesbefolkat, med 3 invånare per kvadratkilometer.